# Gyzylarbat
Gyzylarbat (w latach 1999-2022 Serdar) – miasto w zachodnim Turkmenistanie, w wilajecie balkańskim, siedziba etrapu. W 2022 roku liczyło ok. 48,6 tys. mieszkańców. Ośrodek przemysłu kolejowego, rolnictwa, rozwinięte rzemiosło tkackie (m.in. produkcja tradycyjnych turkmeńskich czapek telpek).
Miasto wyrosło z małej wioski Kyzył-Arwat dzięki budowie Zakaspijskiej Kolei Żelaznej – tory doprowadzono tutaj w 1881 roku, zbudowana została też stacja kolejowa działająca do dzisiaj. W miejscowości powstał główny węzeł transportowy w regionie oraz warsztaty remontowe i zakłady produkcyjne przeznaczone na potrzeby kolejnictwa. Za czasów Turkmeńskiej SRR w mieście powstała pierwszy zakład remontowy dla wagonów w Turkmenistanie, dalej rozwijała się branża transportowa, a także okoliczne rolnictwo, zmagające się z niedoborami wody.
Miasto nosiła nazwę Serdar (tłum. 'przywódca'), którą otrzymało na cześć Saparmyrata Nyýazowa – wieloletniego dyktatora kraju.